# Wladislaw Klimaszewski

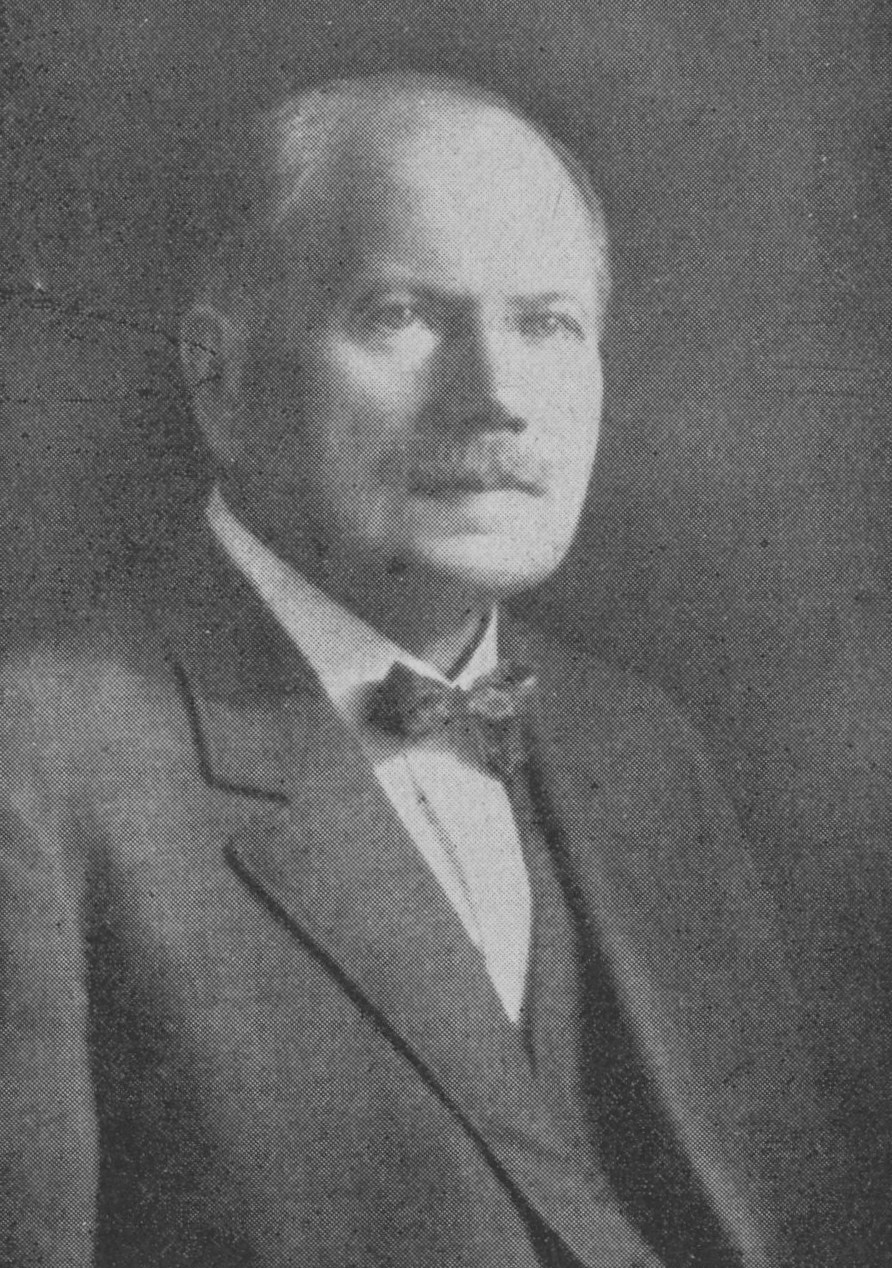
Wladislaw Klimaszewski, um 1926

Wladislaw Klimaszewski (auch Wladislaus; * 10. Mai 1866 in Wiensowno bei Crone an der Brahe; fl. bis 1932) war ein deutscher Arzt und Schriftsteller. 

## Leben
Klimaszewski kam im Mai 1866 im Dorf Wiensowno, etwa drei Kilometer westlich von Crone an der Brahe zur Welt, das im Landkreis Bromberg lag und somit zur preußischen Provinz Posen gehörte. Er besuchte das Gymnasium in Kulm (Provinz Westpreußen) und studierte anschließend Medizin an der Königlichen Universität zu Breslau, der Königlichen Universität zu Greifswald, der Friedrich-Wilhelms-Universität zu Berlin sowie der Universität Leipzig. An letzterer wurde er 1906 bei Doktorvater Heinrich Curschmann mit der Dissertation Ueber Spondylitis typhosa zum Dr. med. promoviert.
Man erteilte ihm am 13. Mai 1893 die Approbation. Bald darauf ließ er sich 1894 als praktischer Arzt in Bromberg (Provinz Posen) nieder, ehe er seine Praxis im darauffolgenden Jahr 1895 in die bayerische Hauptstadt München verlegte. Klimaszewski wurde 1899 noch als „praktischer Arzt, Wundarzt und Geburtshelfer“ beschrieben, galt in München aber hauptsächlich als „Spezialarzt für Kräuterbehandlung“ und „bekannter Kräuterarzt“. Er hatte sich der Alternativmedizin und vor allem der Therapie mit Heilpflanzen verschrieben und verkaufte während seiner Sprechstunden „Kräuter, Nährsäfte und Genusstees“. In späteren Jahren interessierte er sich auch für außersinnliche Wahrnehmungen und besuchte beispielsweise im Frühjahr 1932 den Steuerbeamten und Museumsgründer Rudolf Merbeller im tschechoslowakischen Prachatice, dessen 1928 erschienenes Buch Meine Einblicke in die Jenseitswelt er gelesen hatte.

## Zeitgenössische Kritik
Klimaszewski stand wegen fragwürdiger Heilversprechen mehrfach in der Kritik. So legte er beispielsweise 1899 mehreren Zeitungen „ein großes Reklameblatt“ bei, in dem er davon berichtete, wie er mit seinen Methoden unter anderem „beginnenden Magenkrebs, lebensgefährliche Gangränen, Nierenentzündung mit großer Herzschwäche und Leberverhärtung und Wassersucht, [...] Lungenschwindsucht im zweiten Stadium, [...] Rückenmarkschwindsucht mit Lähmung beider Beine, [...] eine Geschwulst im Unterleibe [sowie] Geschlechtskrankheiten aller Art [...]“ geheilt hätte. Im Correspondenzblatt der ärztlichen und pharmaceutischen Kreisvereine im Königreich Sachsen wurde er daraufhin als „approbiertes Kräuterweib mit Schwindelreklame“ bezeichnet und man warf ihm vor, dass er „das Ansehen des ärztlichen Standes aufs Ärgste schädigen“ würde.
Im Jahr 1903 geriet er in Konflikt mit Max Nassauer, dem Schriftführer des Pressausschusses des Ärztlichen Bezirksvereins München. Nassauer hatte in einem Artikel im Ärztlichen Vereinsblatt für Deutschland über die Arbeit des Ausschusses im Rahmen des Kampfes gegen die Kurpfuscherei berichtet und Klimaszewskis Tätigkeiten kritisch erwähnt. Dieser schickte daraufhin „Briefe mit höchst beleidigendem Inhalt“ sowohl an Nassauer als auch an den Vorstand des Bezirksvereines. Um Klimaszewski nicht die „Gelegenheit zu geben, mit dem Inhalt dieser Briefe später zu renommieren und für sich Reklame zu machen“, beschritten die Adressaten den Klageweg. Klimaszewski erhob daraufhin Widerklage, weil er sich durch einige Äußerungen in Nassauers ursprünglichem Artikel verunglimpft sah, der ihm Kurpfuscherei vorwarf. Letztlich wurde Nassauer freigesprochen und Klimaszewski zu einer Geldstrafe in Höhe von 50 Mark verurteilt. Letzterer hatte sich im Prozess selbst verteidigt, war dabei Beobachtern zufolge allerdings „ungeschickt“ vorgegangen und hatte sich „selbst so bloßgestellt“, dass der Richter in seiner Urteilsbegründung anmerkte: „Schwer fällt es allerdings daran zu glauben, dass der Angeklagte selber den Glauben an seine Mittel gewonnen und behalten haben könne.“ Es gelang, Klimaszewski unlauteres Geschäftsgebaren nachzuweisen. So musste er beispielsweise zugeben, dass er an der Gesellschaft Herba, die seine Produkte überschwänglich bewarb und vertrieb, zwar nicht beteiligt sei, dass deren einzige zwei Mitglieder aber seine Ehefrau und sein Schwiegersohn waren. Darüber hinaus wurde durch eine im Rahmen des Prozesses durchgeführte Untersuchung festgestellt, dass Klimaszewskis wohl bekanntestes Präparat „Entbakterin“ lediglich aus Olivenöl, Sesamöl, Pfefferminzöl und Salmiak bestand, in der Herstellung kaum 70 Pfennig kostete, aber für drei Mark pro 100 Gramm verkauft wurde. Im Nachgang des Prozesses fügte Klimaszewski noch Thymol hinzu, senkte allerdings den Verkaufspreis.

## Publikationen
- Meine Kräuterkur bei Lungenschwindsucht. Verlag Hörning & Berkenbusch, Heidelberg, 1902, 24 Seiten.
- Meine Kräuterkur. Verlag Hörning & Berkenbusch, Heidelberg, 1903, 305 Seiten.
- Ueber Spondylitis typhosa. Alexander Edelmann Verlag, Leipzig, 1906, 27 Seiten.
- Gesundheitspflege und neuere Heilmethoden. Verlag F. H. Ebermayer, München, 1906, 75 Seiten (drei weitere, unterschiedlich benannte und erweiterte Auflagen bis 1914).
- Dauernde Heilung der Syphilis mittels ungiftiger Kräuterpräparate. Hugo Bermühler Verlag, Berlin, 1909, 120 Seiten.
- Die moderne Tuberkulose-Bekämpfung und ihre Waffen. Verlag Holze & Pahl, Dresden, 1914, 77 Seiten.
- Gründliche Gesundung. Vollkraft, Erfolg, Verjüngung. Selbstverlag, München, 1929, 259 Seiten.